# Myrsine affinis
Myrsine affinis A.DC. – gatunek roślin z rodziny pierwiosnkowatych (Primulaceae). Występuje naturalnie w Chinach (w prowincjach Hajnan i Junnan), Wietnamie oraz Indonezji (na Jawie). 

## Morfologia
PokrójZimozielone drzewo lub krzew dorastające do 0,8–6 m wysokości.
LiścieBlaszka liściowa jest skórzasta i ma eliptyczny lub równowąski kształt. Mierzy 2–5,8 cm długości oraz 0,7–1,1 cm szerokości, jest całobrzega, ma ostrokątną nasadę i ostry wierzchołek. Ogonek liściowy jest nagi i ma 2 mm długości.
KwiatyZebrane w pęczkach wyrastających z kątów pędów. Mają 4 działki kielicha o owalnym kształcie i dorastające do 1 mm długości. Płatki są 4, eliptyczne i mają żółtą barwę oraz 1 mm długości.
OwocPestkowce mierzące 5 mm średnicy, o kulistym kształcie i czarnej lub czerwonej barwie.

## Biologia i ekologia
Rośnie w lasach i zaroślach. Występuje na wysokości od 1000 do 1300 m n.p.m.